# 81式刺刀
81式刺刀是一款由中国人民解放军随81式自动步枪的采用同时配用的刺刀。

## 歷史
56式半自动步枪（SKS半自動步槍的彷製型）與56式衝鋒槍（卡拉什尼科夫自動步槍的彷製型）的后期改进型，以至63式自動步槍都在枪管以下裝上了不能折卸，只能摺疊的三棱式刺刀，有著只有单一刺杀功能以及增加了該枪的附加重量的缺失。
81式自动步枪的研製初期，曾對於其刺刀是否從槍上拿下來經過了一番爭論。爭論當中分為主張發揚「刺刀見紅」的勇敢精神的反對取下派，以及主張取下派。

由於現代戰爭當中拼刺的機會較少但又並非沒有，儘管仍然需要刺刀，但需要具有多種功能。最後所得出的結論就是：
刺刀就是殺傷，裝到槍上時是刺刀，拆卸下來時用作匕首。

## 設計
81式刺刀由刺刀、刀鞘、掛帶所組成。它的刀板比較特殊的厚並且呈十字形，為刀式刺刀和釘式刺刀兩者的結合體。長達170毫米的劍形刀刃部分不開刃口。刺刀兩側具有縱向加強突筋，突筋兩邊呈凹形血槽，表面鍍乳白鉻。
刺刀以上較窄的褐色塑料刀柄，與並無刀柄的三棱式刺刀相比，這使得它可以用作匕首；而刀鞘則是軍綠色塑料外殼，掛帶可穿插進內腰帶或者武裝帶。
該刀的鋼材優良極好，硬度達到58HRC。該刀受設計所限而非多用途刺刀，並不具備其他功能；可老山前線的部隊經常將該刺刀用於挖、刨、攀登，以至開瓶或開罐頭等用途。

## 使用國
隨着QBZ-95式槍族逐步取代81式槍族，而且多用途的95式刺刀（QNL-95）與99式傘兵刀的出現，81式刺刀亦被逐步取代。
- 中华人民共和国

## 外部連接
- （英文）—NN Bayonet Museum—Type 81（页面存档备份，存于）